# Aeroporto di Kampong Chhnang
L'Aeroporto di Kampong Chhnang (IATA: KZC, ICAO: VDKH) è un aeroporto della Cambogia situato 10 km ad ovest di Kampong Chhnang, capoluogo dell'omonima provincia e 90 km a nord di Phnom Penh. È gestito dalla Royal Cambodian Air Force.
L'aeroporto si trova ad un'altitudine di 17 m sul livello del mare ed ha una pista in cemento con orientamento 18/36, lunga 2.400 m e larga 46 metri. Sono presenti torre di controllo e pochi edifici accessori ma è sprovvisto di aerostazione per la gestione di traffico passeggeri che ne limita l'uso per la programmazione di voli commerciali. È uno dei quattro aeroporti del paese ad avere una pista superiore ai 2.000 m di lunghezza.

## Storia
L'aeroporto nasce nel 1971 come base aerea per l'aviazione militare della Repubblica Khmer. Passato sotto il controllo dei Khmer rossi durante gli anni della Guerra fredda,tra il 1976 e 1978, l'aeroporto fu soggetto ad ampliamenti e migliorie effettuati dai soldati della 502ª Divisione cambogiana con materiali e assistenza tecnica dalla Cina. Con la nascita della Repubblica Popolare di Kampuchea l'aeroporto fu abbandonato fino al 1992 quando fu riattivato come base logistica per i voli dell'ONU per la missione di pace dell'UNTAC che durarono fino al settembre del 1993. Terminata la missione l'aeroporto è passato sotto il controllo del nuovo governo cambogiano ma è stato scarsamente utilizzato se non dalle forze armate per sporadiche esercitazioni. Nel 2012 il primo ministro Hun Sen ha annunciato che il governo ha intenzioni di trasformare l'aeroporto in uno scalo internazionale.